# شهرستان لایفنگ
شهرستان لایفنگ (به لاتین: Laifeng County) یک منطقهٔ مسکونی در چین است که در ولایت خودمختار انشی توجیا و میائو واقع شده‌است.